# Аргей I
Аргей І (грец. Ἀργαῖος Αʹ) — македонський цар династії Аргеадів, який правив у 7 столітті до н. е., за Євсевієм Кесарійським, впродовж 38 років.

## Біографія
Згідно зі свідченнями Геродота і Юстина, Аргей був сином царя Пердікки І. Ще одна згадка про Аргея зустрічається у Поліена:
| «У правлінні македонського царя Аргея тавлантії] (іллірійське плем'я) зі своїм царем Галауром здійснили набіг на Македонію. Аргей, чиї сили були надто малі, направив македонських дівчат здатися наближавшимся тавлантіям з гори Еребої. Вони так і зробили; у великій кількості вибігли з вершини гори, прикриваючи обличчя вінками і розмахуючи тирсами [культові палиці], замість списів. Галаур, злякавшись їх численності і припускаючи в них чоловіків, дав наказ відступати, після чого тавлантії, кидаючи свою зброю і все, що може перешкодити порятунку, вдарилися у втечу. Аргей після перемоги без небезпек битви спорудив храм Діонісію [богу].»[3] |